# Abron jezik
Abron jezik (brong, bron, doma, gyaman; ISO 639-3: abr), jedan od akanskih jezika, šire skupine centralni tano, kojim govori ukupno preko 1,1 milijun ljudi u Gani i Obali Bjelokosti. Većinom je raširen po jugozapadnoj Gani gdje se naziva brong, dok se u Obali Bjelokosti (131 700; 1993 SIL) naziva abron.

## Vanjske poveznice
- Ethnologue (14th)
- Ethnologue (15th)